# Vera Menezes
Vera Lucia Menezes de Oliveira e Paiva (1948) é uma linguista brasileira conhecida principalmente por seus trabalhos sobre ensino de segunda língua, sendo considerada pioneira nos estudos sobre educação à distância. É professora emérita da Faculdade de Letras da Universidade Federal de Minas Gerais e pesquisadora do CNPq. Foi presidente da Associação de Linguística Aplicada do Brasil entre 2000 e 2002.